# San Anselmo
San Anselmo är en kommun (town) i Marin County, i delstaten Kalifornien, USA. Enligt United States Census Bureau har staden en folkmängd på 12 468 invånare (2011) och en landarea på 6,9 km².